# ヘルズ・キッチン〜地獄の厨房
『ヘルズ・キッチン〜地獄の厨房』（ヘルズキッチン じごくのちゅうぼう、Hell's Kitchen）は、イギリス・アメリカ合衆国で制作されているテレビ番組。

## 概要
番組内容としては、『料理の鉄人』のような料理人対決型の料理番組と、いわゆるリアリティ番組の要素をミックスした番組。
毎シーズン1人の有名シェフ（チーフ）の元に複数の若手シェフが集められ、約2週間の共同合宿を送り、毎回チーフが出す様々な課題に対し料理を作る。完成した料理はチーフやゲストによる採点を受けるほか視聴者からの投票も受け付け、毎回下位の者が脱落していくという形式。最終的に勝者には有名レストランの料理長のポストなどが用意され、料理人としての出世が約束される。
番組にはイギリス版とアメリカ版の2種類が存在するが、イギリス版は既に制作を終了している一方で、アメリカ版は2025年現在も新シリーズの制作が進められている。

## イギリス版
イギリスのITVが2004年から放映を開始し、通算で4シリーズが制作された。
イギリス版の最大の特徴は「シーズンごとにチーフとなるシェフが代わる」ことで、シーズン1ではチーフにゴードン・ラムゼイを起用したことで人気を得たが、次第に番組人気は低下し、2009年に制作されたシーズン4を最後に制作を終了した。

## アメリカ版
イギリス版の成功を受けて、翌2005年よりアメリカ版がFOXにより制作された。
アメリカ版ではイギリス版と異なり、イギリス版のシーズン1でチーフだったラムゼイを一貫してチーフに起用している。ラムゼイが参加者に浴びせる歯に衣着せぬ毒舌が人気を呼び、2021年までに20シリーズが放送されている。
日本で放送されているのはこのアメリカ版で、2009年10月にFOXライフが放送を開始したほか、2010年にはBS11デジタルでも放送されるようになった。
2008年にはユービーアイソフトがニンテンドーDS・Wii他に対応したゲームを発売している他、2009年にはFacebook向けソーシャルゲームもリリースされている。